# El Burgo Ranero
El Burgo Ranero es un municipio y lugar español de la provincia de León, en la comunidad autónoma de Castilla y León.

## Localidades del municipio
- El Burgo Ranero
- Calzadilla de los Hermanillos
- Las Grañeras
- Villamuñío

## Demografía
Cuenta con una población de 690 habitantes (INE 2024).
| Gráfica de evolución demográfica de El Burgo Ranero entre 1857 y 2021                                                 |
| |
| Población de derecho según los censos de población del INE. Población de hecho según los censos de población del INE. |

## Comunicaciones

### Carretera
Se encuentra en el corredor de la autovía León-Burgos, contando con la salida número 34 de la misma que da servicio al municipio. Del mismo modo lo atraviesan también las carreteras LE-6615 y LE-6620 que permiten comunicar con otros núcleos de población cercanos.

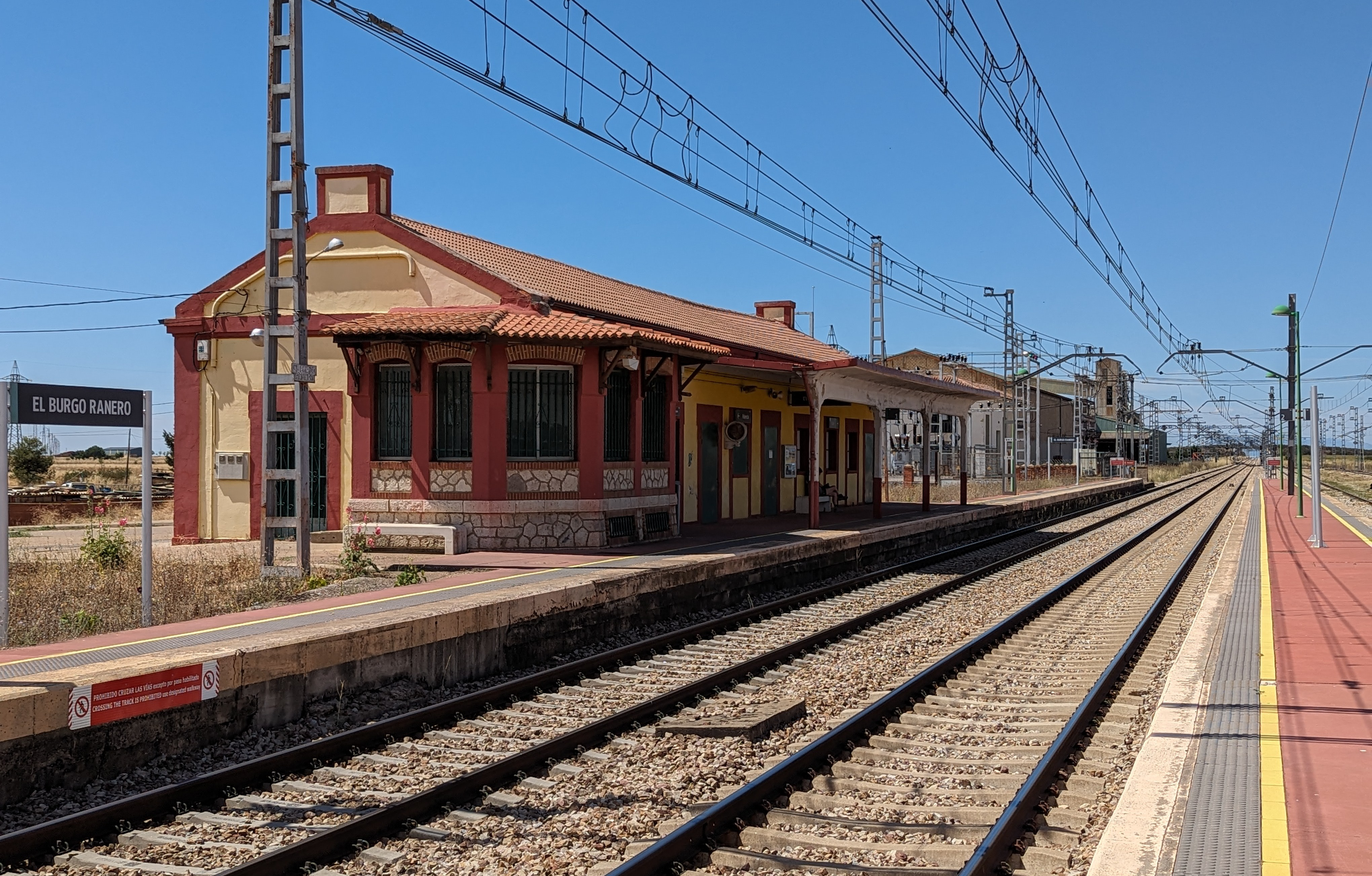
Estación de ferrocarril

### Ferrocarril
Situado en la línea de ferrocarril Venta de Baños-Gijón, con una estación de tren que cuenta con servicios de media distancia que unen a El Burgo con las ciudades de Gijón, León, Valladolid y Palencia entre otras localidades. Forma además parte del trazado de AVE de la línea León-Madrid, aunque sin parada de los servicios.

### Transporte aéreo
El Aeropuerto de León, que entró en servicio en 1999, es el aeropuerto más cercano estando a 40 kilómetros de El Burgo Ranero, a 100 kilómetros de distancia se encuentra también el Aeropuerto de Valladolid.

## Administración

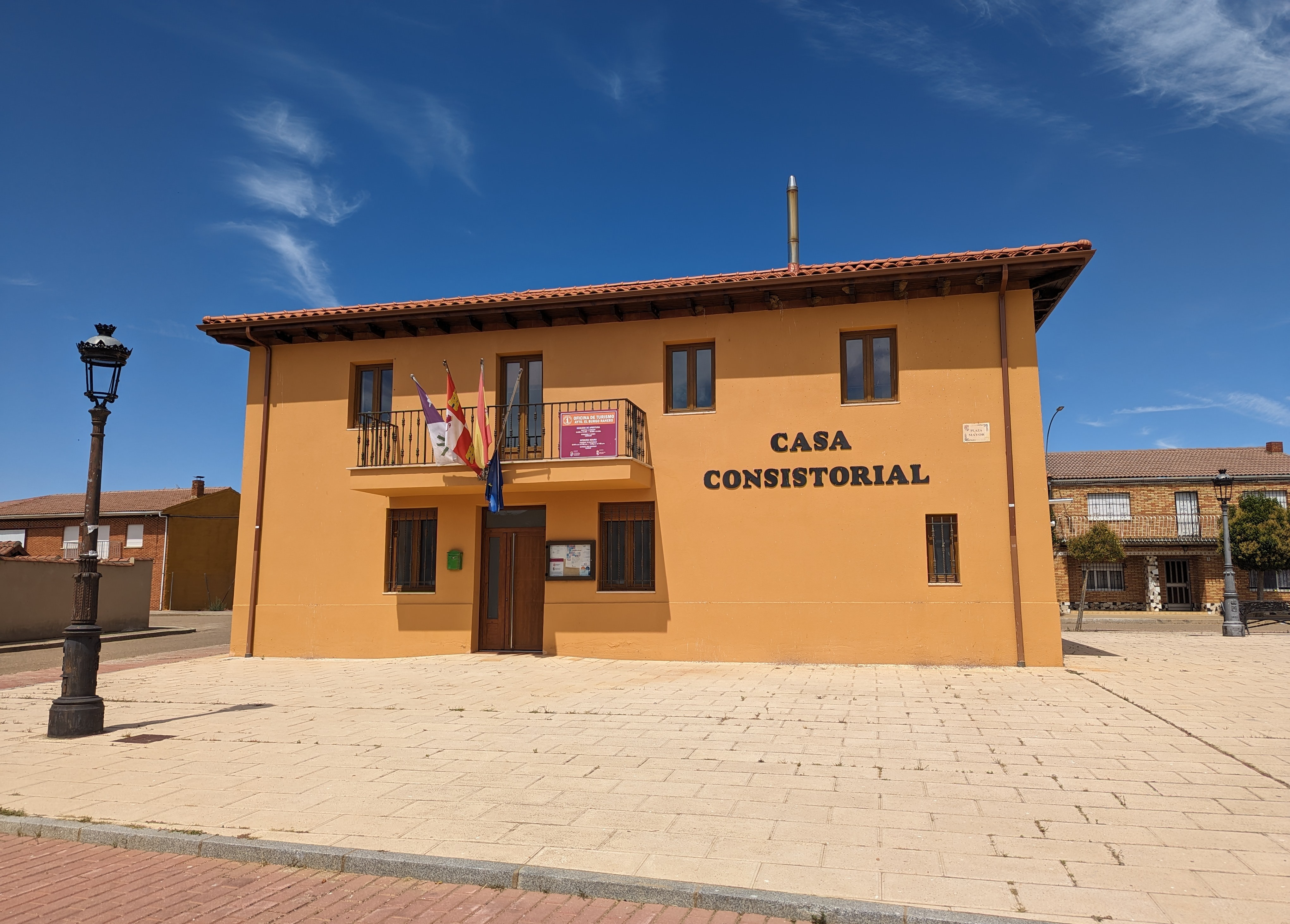
Casa consistorial

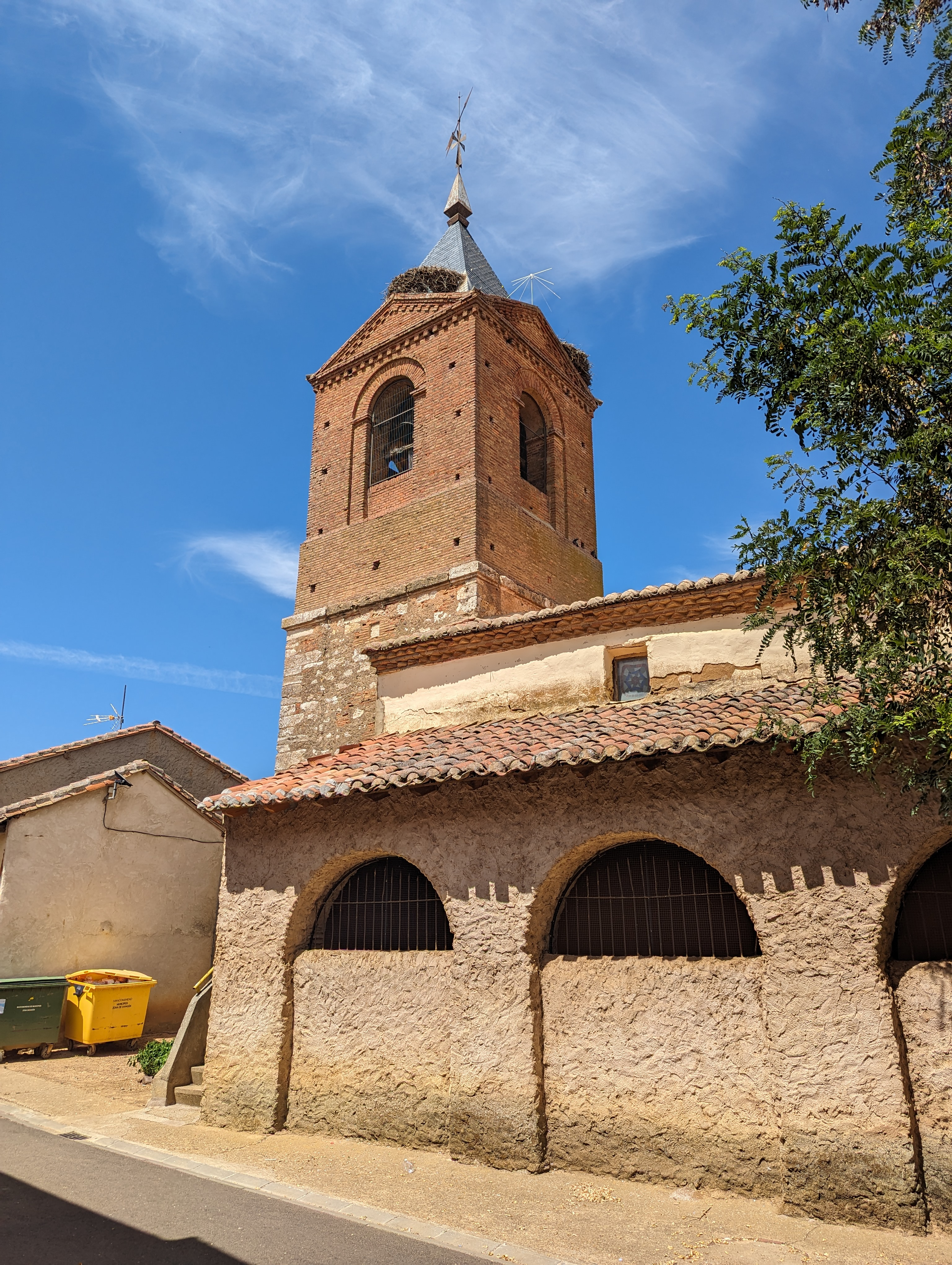
Iglesia de San Pedro Apóstol

| Partido político                         | 2019  | 2019       | 2019 |
| Partido político                         | %     | Concejales |      |
| Partido Socialista Obrero Español (PSOE) | 52,61 | 5          |      |
| Partido Popular (PP)                     | 29,32 | 2          |      |